# Catacumba de Novaciano
Catacumba de Novaciano (em italiano:  Catacomba di Novaziano) é uma catacumba romana localizada na Viale Regina Elena, no cruzamento da Piazzale San Lorenzo com a Via Tiburtina, no moderno quartiere Tiburtino de Roma. A visita ao local é reservada a estudiosos.

## Nome e localização
O nome desta catacumba, que fontes antigas ignoram completamente — de fato, antes de sua descoberta, nada se sabia sobre este cemitério hipogeu — deriva de uma inscrição da segunda metade do século IV descoberta em abril de 1932 num grande nicho com um túmulo, pintada de vermelho e com uma borda em mosaico: "Novatiano beatissimo marturi Gaudentius diaconus fecit" ("Beatíssimo mártir Novaciano, diácono Gaudêncio construiu"). Por conta disto, a catacumba foi atribuída a Novaciano, cuja identificação é ainda hoje debatida entre os estudiosos.
A catacumba se desenvolve em dois níveis: o piso superior, descoberto em 1926, já estava quase completamente destruída, seja por causa das muitas construções na superfície, seja por causa dos constantes saques no passado. A maior parte dos ambientes foi devastada e não há mais nenhum elemento arqueológico; melhor conservado, o piso inferior foi descoberto em 1929. A escada de acesso original está hoje obstruída pelo asfalto da rua no cruzamento entre a Viale Regina Elena e a Via Tiburtina e, por isso, o acesso hoje se dá por uma entrada moderna.
Na superfície, por ocasião da construção do Instituto de Medicina Legal de Roma, foi descoberta uma necrópole romana e, principalmente, restos de um mausoléu da era augustana, utilizado até o fim do século II. Além disto, nas imediações do acesso original da catacumba foram descobertos restos de uma estrutura com uma abside, provavelmente uma antiga basílica.

## História
Apesar de ausente das fontes, a Catacumba de Novaciano é a melhor datada de todas as catacumbas romanas. No piso inferior, foram descobertas várias inscrições com datas consulares, ainda íntegras e no local original: duas são datadas em 266 e outras duas em 270. Estas inscrições e a grande quantidade de moedas da mesma época levaram os estudiosos a concluírem que o cemitério data da segunda metade do século III; durante o período constantiniano, o cemitério foi ampliado (nível superior), apareceram os monogramas da dinastia e os novos cubículos para sepultamentos familiares. Entre o final do século IV e o início do século V, o cemitério foi abandonado e completamente esquecido: nenhuma fonte e nenhum guia para peregrinos cita a sua existência.
Em setembro de 1926, por ocasião da construção da Viale Regina Margherita (hoje Regina Elena), na esquina com a Via Tiburtina, foram descobertas algumas galerias sepulcrais (o nível superior da catacumba): dado o péssimo estado de conservação, os estudos posteriores foram abandonados e as galerias foram re-enterradas. Em 1929, com o prosseguimento das obras na mesma via, foi descoberta uma segunda série de galerias, muito melhor conservadas e despertaram de imediato o interesse dos arqueólogos, sobretudo por causa de sua completa ausência nas fontes antigas.

## Novaciano
As fontes litúrgicas antigas não mencionam nenhum mártir sepultado no local. O único conhecido pelo nome é Novaciano, que aparece na inscrição que deu nome à catacumba. Ela foi realizada na segunda metade do século IV, quando um diácono de nome Gaudêncio reformou, monumentalizando-a, a tumba de Novaciano. Sobre quem seria este mártir, o debate ainda está aberto. Alguns estudiosos defendem que se trata de um jovem mártir morto durante a perseguição de Diocleciano (r. 284-305), lembrado no Martirológio Romano na data de 27 e 29 de junho. Contudo, a maior parte dos estudiosos identifica este Novaciano com o antipapa Novaciano, famoso cismático lembrado por ter fundado a Igreja Novaciana e martirizado na época do imperador romano Valeriano, em 258.
A favor da primeira tese está o fato de a inscrição não ter mencionado o título de bispo e que, nem na catacumba e nem nas imediações do túmulo de Novaciano, não existem inscrições indicando a heresia do bispo. A favor da identificação com o antipapa, está o repentina fechamento da catacumba no início do século V, que coincide com a determinação do papa Inocêncio I (r. 404-417), que ordenou o confisco dos edifícios de culto e dos cemitérios dos novacianistas, o que levou a uma espécie de damnatio memoriae do cemitério hipogeu. Além disto, Antonio Ferrua defende que a inscrição não é a original, mas uma nova colocada pelo diácono Gaudêncio, o que justificaria a remoção do termo "episcopus" da inscrição. Finalmente, Giuseppe Biamonte defende que, como o novacianismo consistia numa posição diversa da ortodoxia no tratamento a ser dado aos lapsi durante as perseguições e não a nenhuma questão fundamental doutrinária-teológica da fé cristã, não há elementos que justifiquem qualquer diferença entre esta catacumba e as demais catacumbas romanas:
| “ | Não se compreende qual a indicação específica ou qual o simbolismo particular pode ter permitido distinguir este cemitério de um tipo "ortodoxo", como é, por outro lado, defendido pelos que negam a atribuição da catacumba à comunidade novacianista de Roma | ” |

## Descrição
No segundo nível da catacumba estão os restos arqueológicos mais interessantes e relevantes de todo o complexo. O local da sepultura de Novaciano é um túmulo inserido num arcossólio ("a mensa"), posteriormente forrada de mármore e decorada com duas pequenas colunas e um mosaico. Na mesma galeria onde está o túmulo de Novaciano, foram descobertos quatro sarcófagos num cubículo ricamente decorados e datados da era constantiniana. Ele pertencia a uma rica família romana; os três laterais trazem os nomes de Florêncio Domício Mariniano, morte aos nove anos, seu irmão Aurélio, morto aos cinco anos logo depois do sepultamento de Florêncio e de Atrônio Fidelico; o grande sarcófago central do cubículo pertence aos pais deles, Tuliano e Arístia. Os sarcófagos estão decorados com trechos da Bíblia, entre os quais os episódios da Epifania, de "Daniel na cova dos leões", "Adão e Eva", a "Ressurreição de Lázaro", a "Negação de Pedro" e algumas outras.
Entre as outras tantas tumbas encontradas intactas, é especialmente notável a de Antístia Eufanila (em latim: Antistia Euphanilla): através de uma pequena fissura no lado superior, os arqueólogos puderam examinar o interior e corpo, perfeitamente conservado, com pedaços das roupas costuradas com fios de ouro e grossos tufos de cabelo.